# Владимир Атласов
Вижте пояснителната страница за други личности с името Атласов.
Владимир Василиевич Атласов (в някои източници Отласов, на руски: Владимир Васильевич Атласов) е руски пътешественик, сибирски казак, изследовател на Камчатка.

## Произход и младежки години (1661 – 1697)
Роден е около 1661/1664 година във Великий Устюг, Русия, в семейството на якутски казак. През 1682 започва събирането на ясак (данък, главно във вид на ценни животински кожи събиран от племената, населяващи Сибир) от местните коряки и юкагири по теченията на реките Алдан и Уда. През 1695, след като служи като петдесятник, е назначен за чиновник в Анадирския острог. След като получава сведения от изпратения от него през 1696 г. казак Лука Морозко в Камчатка, започва да се подготвя за експедиция.

## Експедиционна дейност (1697 – 1700)
През пролетта на 1697 г., с отряд от 125 души (60 казаци и 65 юкагири), предприема поход от Анадирския острог през Корякската планина на юг. Достигайки Камчатка, отрядът се разделя. Лука Морозко със своите хора се отправя да изследва източното крайбрежие на Камчатка, а Атласов – западния бряг. След това отрядите отново се съединяват и продължават по централната част на полуострова.
По време на похода са завоювани 4 корякски селища и са обложени с данък. Достигайки до река Камчатка, основава Верхнекамчатския острог. Оттам походът продължава на юг и достигат до най-южната точка на полуострова, от където казаците виждат най-северния остров от Курилските о-ви. След това групата се завръща във Верхнекамчатския острог, Атласов оставя част от хората си там, а сам се отправя за Анадир, а след това и за Якутск, където пристига през 1700.

## Следващи години (1700 – 1711)
В Якутск Атласов систематизира събраните материали и написва подробен отчет, в който съобщава за релефа, климата, флората и фауната, населението на полуострова и близколежащите острови. Към отчета си прилага и първата съставена от него карта на Камчатка.
През 1701 войводата на Якутск отпраща Атласов в Москва с отчета за похода, заедно с пленения от него японец заловен на Камчатка. След като го изслушва Петър I остава доволен от отчета на Атласов, повишава го в длъжност казашки атаман и го назначава за „управител“ на Камчатка.
През юли 1707 Атласов се завръща в Камчатка и започва да управлява полуострова. Скоро обаче превишава правата си и казаците се разбунтуват срещу жестокото му управление. Едва се спасява от линчуване и бяга в Нижнекамчатск, но през 1711 е заловен и убит.

## Памет
- вулкан Атласов (57°58′12″ с. ш. 160°39′00″ и. д. / 57.97° с. ш. 160.65° и. д.) на полуостров Камчатка;
- залив Атласов – на остров Атласов от Курилските острови;
- остров Атласов (50°52′ с. ш. 155°34′ и. д. / 50.866667° с. ш. 155.566667° и. д.) – най-северният остров от Курилските острови;
- село Атласово (55°36′18″ с. ш. 159°38′42″ и. д. / 55.605° с. ш. 159.645° и. д.) – в Камчатски край, Русия.